# Jean-François-Marcellin Bussard
Jean-François-Marcellin Bussard (* 11. März 1800 in Épagny (Gemeinde Greyerz); † 4. April 1853 in Freiburg) war ein Schweizer Politiker und Rechtswissenschaftler. Von 1851 bis zu seinem Tod gehörte er dem Nationalrat an.

## Biografie
Der Sohn eines Landwirts studierte an der Rechtsschule in der Kantonshauptstadt Freiburg sowie an der Albert-Ludwigs-Universität in Freiburg im Breisgau. Bussard promovierte 1825, zwei Jahre später erhielt er einen Lehrstuhl an der Rechtsschule; nach seinem Tod folgte ihm Pierre-Théodule Fracheboud. Politisch vertrat er zunächst liberale, danach radikale Ansichten. 1830 amtierte er als Sekretär des Verfassungsrates. Von 1831 bis 1836 war Bussard Richter am Appellationsgericht des Kantons Freiburg, danach führte er neben seiner Lehrtätigkeit eine Anwaltskanzlei. Verheiratet war er mit Josephine Pfyffer aus Luzern, der Schwester von Casimir Pfyffer.
1832 wurde Bussard in den Freiburger Grossen Rat gewählt, dem er über zwei Jahrzehnte angehörte. In den Jahren 1836/37 und 1848 vertrat er den Kanton Freiburg als Gesandter an die Tagsatzung. Er beriet die radikalliberale Kantonsregierung, die nach dem Sonderbundskrieg von 1847 an die Macht gelangt war und beeinflusste die Gesetzgebung und Reformen; dabei verfolgte er eine zentralistische Linie. Bussard kandidierte bei den Nationalratswahlen 1851 und wurde im Wahlkreis Freiburg-Süd gewählt. Knapp zwei Jahre später verstarb er im Amt.